# Osiedle Nikutowo (Mrągowo)
Osiedle Nikutowo – położone jest w południowej części Mrągowa między jeziorem Sutapie Małe, a linią kolejową. Dawniej była to kolonia wsi Nikutowo. Na początku lat 90. XX w. zostało przyłączona do Mrągowa. W skład osiedla wchodzą ulice Krótka i Wojska Polskiego. 
Atrakcjami turystycznymi są jezioro Czos i Sutapie Małe, niewielkie tereny leśne oraz dwa zabytkowe wiadukty kolejowe. Przez osiedle przebiega droga krajowa nr 16 i 59. Znajduje się tu końcowy przystanek komunikacji miejskiej. Dawniej istniało tu lotnisko sportowe.